# Kanton Landivisiau
Der Kanton Landivisiau (bretonisch Kanton Landivizio) ist seit 1790 ein französischer Kanton im Arrondissement Morlaix, im Département Finistère und in der Region Bretagne; sein Hauptort ist Landivisiau.

## Geschichte
Der Kanton entstand am 15. Februar 1790. Von 1801 bis 2015 gehörten acht Gemeinden zum Kanton Landivisiau. Mit der Neuordnung der Kantone in Frankreich stieg die Zahl der Gemeinden 2015 auf 19. Zu den bisherigen Gemeinden des alten Kantons Landivisiau kamen noch je vier Gemeinden der bisherigen Kantone Plouzévédé und Sizun sowie je eine Gemeinde der bisherigen Kantone Ploudiry, Plouescat und Taulé hinzu.

## Lage
Der Kanton liegt im Norden des Départements Finistère.

## Gemeinden

### Kanton Landivisiau seit 2015
Der Kanton besteht aus 19 Gemeinden mit insgesamt 33.667 Einwohnern (Stand: 1. Januar 2022) auf einer Gesamtfläche von 404,19 km²:
| Gemeinde           | Bretonisch             | Einwohner (2022) | Fläche (km²) | Code postal | Code Insee |
| ------------------ | ---------------------- | ---------------- | ------------ | ----------- | ---------- |
| Bodilis            | Bodiliz                | 1.700            | 20,08        | 29400       | 29010      |
| Commana            | Kommanna               | 994              | 39,90        | 29450       | 29038      |
| Guiclan            | Gwiglann               | 2.564            | 42,64        | 29410       | 29068      |
| Guimiliau          | Gwimilio               | 1.000            | 11,22        | 29400       | 29074      |
| Lampaul-Guimiliau  | Lambaol-Gwimilio       | 2.004            | 17,48        | 29400       | 29097      |
| Landivisiau        | Landivizio             | 9.197            | 18,99        | 29400       | 29105      |
| Loc-Eguiner        | Logeginer-Plouziri     | 378              | 11,90        | 29400       | 29128      |
| Locmélar           | Lokmelar               | 476              | 15,55        | 29400       | 29131      |
| Plougar            | Gwikar                 | 790              | 17,48        | 29440       | 29187      |
| Plougourvest       | Gwikourvest            | 1.486            | 14,07        | 29400       | 29193      |
| Plounéventer       | Gwineventer            | 2.212            | 27,28        | 29400       | 29204      |
| Plouvorn           | Pouvorn                | 2.932            | 35,44        | 29420       | 29210      |
| Plouzévédé         | Gwitevede              | 1.856            | 18,51        | 29440       | 29213      |
| Saint-Derrien      | Sant-Derc'hen          | 846              | 12,28        | 29440       | 29244      |
| Saint-Sauveur      | An Der-Nevez           | 827              | 13,24        | 29400       | 29262      |
| Saint-Servais      | Sant-Servez-Landivizio | 789              | 10,29        | 29400       | 29264      |
| Saint-Vougay       | Sant-Nouga             | 879              | 15,10        | 29440       | 29271      |
| Sizun              | Sizun                  | 2.334            | 58,14        | 29450       | 29277      |
| Trézilidé          | Trezilide              | 403              | 4,60         | 29440       | 29301      |
| Kanton Landivisiau | Landivizio             | 33.667           | 404,19       | -           | 2914       |

### Kanton Landivisiau bis 2015
Der alte Kanton Landivisiau bestand aus acht Gemeinden auf einer Fläche von 131,69 km². Diese waren: Bodilis, Guimiliau, Lampaul-Guimiliau, Landivisiau (Hauptort), Plougourvest, Plounéventer, Saint-Derrien und Saint-Servais.

## Bevölkerungsentwicklung
| 1962   | 1968   | 1975   | 1982   | 1990   | 1999   | 2006   | 2012   |
| ------ | ------ | ------ | ------ | ------ | ------ | ------ | ------ |
| 12.290 | 12.528 | 14.274 | 15.532 | 15.962 | 16.604 | 17.375 | 18.830 |